# Arabský poloostrov

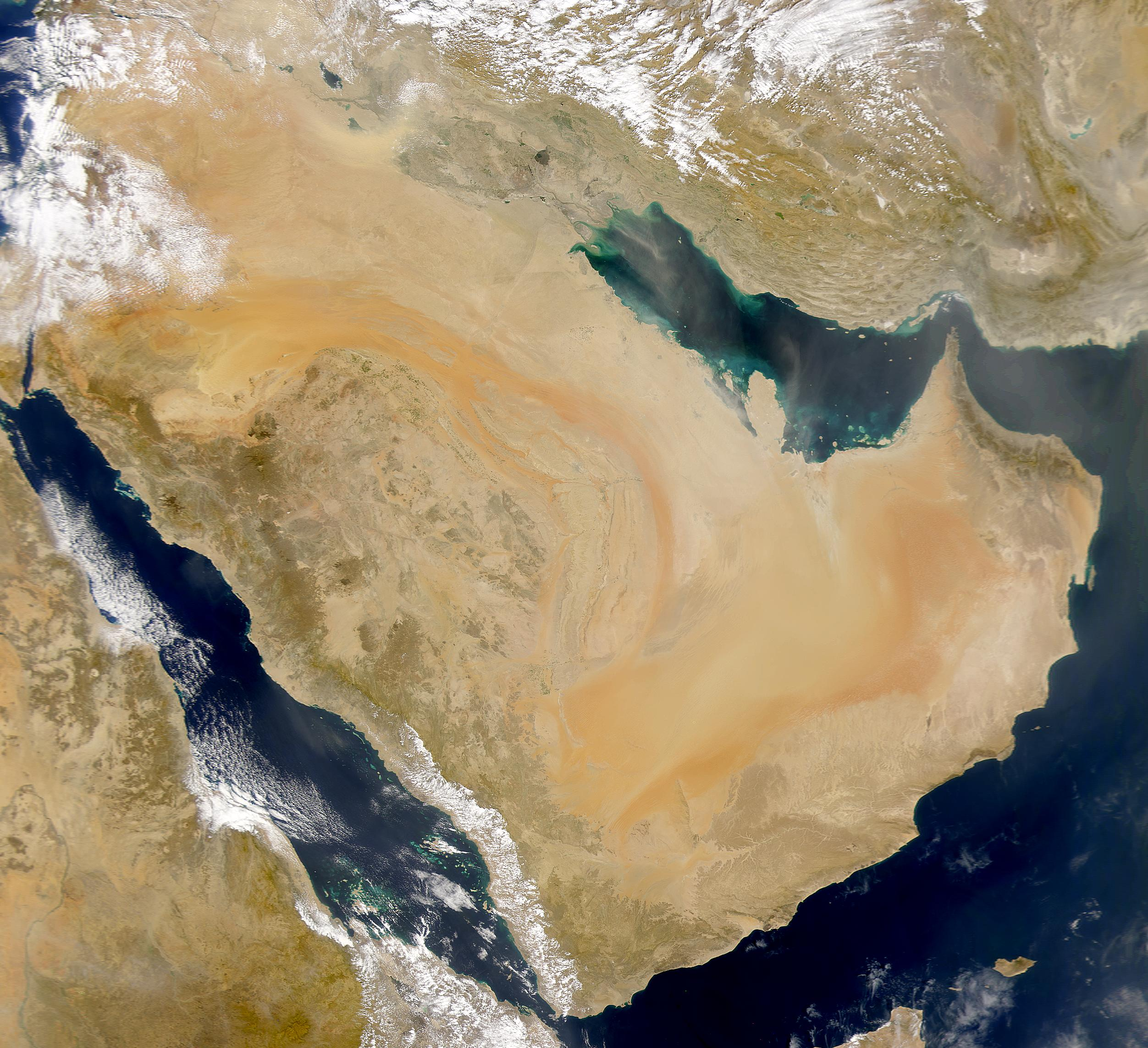
Satelitní snímek Arabského poloostrova

Arabský poloostrov (arabsky شبه الجزيرة العربية‎, Šibh al-Džazíra al-ʿarabija) nebo také Arábie je největší poloostrov na světě. Nachází se v jihozápadní Asii a sousedí se severní Afrikou. Oblast je součástí Středního východu a v současnosti hraje důležitou geopolitickou roli zejména díky svým bohatým zásobám ropy.

## Geografie
Poloostrov má rozlohu 3 237 500 km² a jeho převážnou část zaujímají kamenité a písečné pouště. Na západě vystupuje pohoří Hidžáz, které na jihu přechází v Jemenské hory, kde leží i nejvyšší hora celého poloostrova Nabí Šu'ajb (3 666 m). Střed a jihovýchod vyplňuje poušť Rub al-Chálí (česky: „Pustá končina“).

### Geografické vymezení
Z geografického pohledu tvoří jihozápadní hranici Rudé moře, u jižního výběžku je to průliv Bab-al-Mandab a Adenský záliv, na jihovýchodě omývá jeho břehy Arabské moře, na severovýchodě Ománský záliv a dále na sever pokračuje Hormuzský průliv a Perský záliv. Na pevnině probíhá severní hranice územím Iráku, jihovýchodní Sýrií a Jordánskem.

### Politické vymezení
Z politického hlediska jsou do oblasti Arábie zahrnuty následující státy:
| - Saúdská Arábie - Spojené arabské emiráty - Jemen | - Omán - Katar - Bahrajn | - Kuvajt |

### Populace
V oblasti vymezené politickými hranicemi žilo počátkem roku 2011 podle odhadů asi 63,7 milionu obyvatel.
Od konce 20. století výrazně narůstá počet zahraničních přistěhovalců. Ve Spojených arabských emirátech představují původní arabští obyvatelé pouze 19 procent populace.
Ve městech žije téměř 64% obyvatel poloostrova. Mezi největší a nejdůležitější města patří:
| - Rijád - Dubaj - Džidda | - Kuvajt - Dauhá - Maskat | - Abú Zabí - Saná - Mekka |

## Kultura
Z kulturního hlediska je součástí tzv. arabského světa. Arabové jsou zde dominujícím etnikem, stejně jako je islám převažujícím náboženstvím. Nacházejí se zde svatá místa islámu Mekka a Medína. Největším velkoměstem je Rijád, hlavní město Saúdské Arábie.

### Kuchyně
Pro arabskou kuchyni je typické hojné používání koření, jako např. tymián, koriandr, kmín či bobkový list. Mezi další typické suroviny patří především zelenina, máslo, jogurt a bílý sýr, které jsou často doplňkem k telecímu, hovězímu a kuřecímu masu. V období Ramadánu se mezi dvěma jídly nejčastěji konzumují sladkosti a čerstvé ovoce.